# Charadrius collaris
Charadrius collaris е вид птица от семейство Charadriidae.

## Разпространение
Видът е разпространен в Антигуа и Барбуда, Аржентина, Аруба, Барбадос, Белиз, Боливия, Бразилия, Венецуела, Гренада, Гватемала, Гвиана, Доминика, Еквадор, Колумбия, Кюрасао, Мартиника, Мексико, Монсерат, Никарагуа, Панама, Парагвай, Перу, Салвадор, Сейнт Китс и Невис, Сейнт Лусия, Сейнт Винсент и Гренадини, Суринам, САЩ, Тринидад и Тобаго, Уругвай, Френска Гвиана, Хондурас и Чили.